# El rellotge
El rellotge (originalment en anglès, The Clock) és una pel·lícula estatunidenca de Vincente Minnelli, estrenada el 1945. S'ha subtitulat al català.

## Argument
Joe Allen és un soldat que aprofita el seu permís per anar a Nova York on es troba amb Alice. Visitaran plegat la ciutat i decidar casar-se abans que Joe hagi de tornar

## Repartiment
- Judy Garland: Alice Mayberry
- Robert Walker: Caporal Joe Allen
- James Gleason: Al Henry, el lleter
- Keenan Wynn: El borratxo
- Marshall Thompson: Bill
- Lucile Gleason: Sra. Al Henry
- Ruth Brady: Helen
- Eddie Acuff

## Producció i crítica
La pel·lícula va ser ben rebuda pels crítics que van destacar favorablement la transformació de Judy Garland en una actriu madura. A The New York Daily News es comentà que "Judy Garland i Robert Walker estan perfectament seleccionats per ser la modesta i sincera noia i, ell, el tímid i sincer noi".
La pel·lícula és reconeguda per l'American Film Institute i apareix nominada en la llista del 2002, "AFI's 100 Years...100 Passions".